# 马克·沃纳
马克·罗伯特·沃纳（英語：Mark Robert Warner，1954年12月15日－），生於印第安纳州印第安纳波利斯，美国政治家、商人，民主黨人，曾任維吉尼亞州州長，現任聯邦參議員。